# Bayreuth járás
Bayreuth járás egy járás Bajorországban. Bayreuth járás Forchheim, Bayreuth, Lichtenfels, Bamberg, Kulmbach, Hof, Wunsiedel im Fichtelgebirge, Tirschenreuth, Neustadt an der Waldnaab, Amberg-Sulzbach és Nürnberger Land járásokkal határos. Lakosainak száma 96 772 fő (1987. május 25.).

## Népesség
A járás népessége az elmúlt években az alábbi módon változott:
| Lakosok száma | 28 095 | 27 406 | 28 618 | 47 070 | 97 069 | 104 901 | 104 637 | 104 306 | 103 876 | 103 656 |
|               | 1871   | 1900   | 1925   | 1961   | 1970   | 2012    | 2013    | 2015    | 2016    | 2019    |